# Roxnäs
För andra betydelser, se Roxnäs (olika betydelser).
Roxnäs är ett industriområde i östra Falun. Det ligger längs sjön Runns strand, mellan områdena Korsnäs och Hälsingstrand. Genom området löper Roxnäsvägen.
Med Roxnäs kan man också mena Roxnäs udde som ligger nära intill och där det bl.a. finns en offentlig badplats.